# Neonella noronha
Neonella noronha là một loài nhện trong họ Salticidae.
Loài này thuộc chi Neonella. Neonella noronha được Hipólito Ruiz López, Antonio D miêu tả năm 2007. Brescovit & Freitas.